# 哈拉爾德·斯維德魯普
哈拉爾德·斯維德魯普（Harald Sverdrup，1888年11月15日—1957年8月21日）是挪威海洋學家和氣象學家，提出了一些重要理論。他曾在卑爾根和萊比錫工作，1918年至1925年參加莫德·阿蒙森率領北極探險隊，擔任科學主任。他測量地底深處，海流，潮汐的高度，將東西伯利亞海的廣闊大陸潮汐傳播稱為龐加萊波。